# 武科維奇峰
72°23′S 74°59′E / 72.383°S 74.983°E
武科維奇峰是南極洲的山峰，位於伊麗莎白公主地，屬於格羅夫山脈的一部分，該山峰根據澳大利亞探險隊拍攝的空中照片被繪入地圖，以戴維斯站的氣員觀測員命名。